# Tú eres mi luz
"Tú eres mi luz" es el título del segundo sencillo lanzado del álbum Lipstick de la cantante mexicana Alejandra Guzmán en 2004. La canción fue escrita por Loris Ceroni y Desmond Child.
La canción tuvo buena recepción por parte de los críticos y sin embargo con este tema, la cantante (junto con todos los compositores).

## Listas musicales
| Lista (2004)     | Mejor posición |
| ---------------- | -------------- |
| Top 100 Mexicano | 28             |